# Tabernaemontana vanheurckii
Tabernaemontana vanheurckii är en oleanderväxtart som beskrevs av Müll. Arg.. Tabernaemontana vanheurckii ingår i släktet Tabernaemontana och familjen oleanderväxter. Inga underarter finns listade i Catalogue of Life.